# Hlinka Gretzky Cup 2021
30. ročník a od roku 2004 16.ročník Memoriálu Ivana Hlinky 2021 (dříve také známý jako Světový pohár juniorů do 18 let) se konal od 2. do 7. srpna 2021 v české Břeclavi (FOSFA Aréna) a ve slovenských Piešťanech (Easton Aréna).

## Stadiony
| Břeclav     | Piešťany     |
| FOSFA Aréna | Easton Aréna |

## Základní skupiny
| Legenda                        |
| ------------------------------ |
| Týmy postupující do semifinále |
| Zápas o 5. místo               |
| Zápas o 7. místo               |

### Skupina A – Břeclav

#### Tabulka
| Tým          | Z | V | VP | PP | P | GV | GI | +/- | B |
| ------------ | - | - | -- | -- | - | -- | -- | --- | - |
| 1. Rusko     | 3 | 3 | 0  | 0  | 0 | 21 | 7  | +13 | 9 |
| 2. Finsko    | 3 | 1 | 1  | 0  | 1 | 14 | 9  | +5  | 5 |
| 3. Česko     | 3 | 1 | 0  | 1  | 1 | 9  | 11 | -2  | 4 |
| 4. Švýcarsko | 3 | 0 | 0  | 0  | 3 | 3  | 20 | -17 | 0 |

#### Zápasy
| 2. srpna 2021 15:30 | Finsko | 2:5 (1:1, 1:1, 0:3) | Rusko | FOSFA Aréna, Břeclav Návštěvnost: 304 |  |

| Report |

| 2. srpna 2021 19:00 | Česko | 3:0 (2:0, 1:0, 0:0) | Švýcarsko | FOSFA Aréna, Břeclav Návštěvnost: 1 128 |  |

| Report |

| 3. srpna 2021 15:30 | Švýcarsko | 2:9 (0:0, 0:6, 2:3) | Rusko | FOSFA Aréna, Břeclav Návštěvnost: 383 |  |

| Report |

| 3. srpna 2021 19:00 | Česko | 3:4 po s.n. (1:2) (0:0, 1:1, 2:2 - 0:0) | Finsko | FOSFA Aréna, Břeclav |  |

| Report |

| 4. srpna 2021 15:30 | Finsko | 8:1 (5:0, 1:1, 2:0) | Švýcarsko | FOSFA Aréna, Břeclav |  |

| Report |

| 4. srpna 2021 19:00 | Česko | 3:7 (1:0, 1:5, 1:2) | Rusko | FOSFA Aréna, Břeclav |  |

| Report |

### Skupina B – Piešťany

#### Tabulka
| Tým          | Z | V | VP | PP | P | GV | GI | +/- | B |
| ------------ | - | - | -- | -- | - | -- | -- | --- | - |
| 1. Slovensko | 3 | 3 | 0  | 0  | 0 | 21 | 7  | +13 | 9 |
| 2. Švédsko   | 3 | 2 | 0  | 0  | 1 | 13 | 10 | +3  | 6 |
| 3. USA       | 3 | 1 | 0  | 0  | 2 | 15 | 10 | -5  | 3 |
| 4. Německo   | 3 | 0 | 0  | 0  | 3 | 5  | 27 | -22 | 0 |

#### Zápasy
| 2. srpna 2021 15:30 | Německo | 3:5 (0:2, 3:0, 0:3) | Švédsko | Easton Aréna, Piešťany Návštěvnost: 185 |  |

| Report |

| 2. srpna 2021 19:00 | Slovensko | 5:2 (3:0, 1:2, 1:0) | USA | Easton Aréna, Piešťany |  |

| Report |

| 3. srpna 2021 15:30 | Švédsko | 5:3 (1:3, 2:0, 2:0) | USA | Easton Aréna, Piešťany Návštěvnost: 325 |  |

| Report |

| 3. srpna 2021 19:00 | Slovensko | 12:2 (5:1, 4:0, 3:1) | Německo | Easton Aréna, Piešťany Návštěvnost: 500 |  |

| Report |

| 4. srpna 2021 15:30 | USA | 10:0 (2:0, 3:0, 5:0) | Německo | Easton Aréna, Piešťany Návštěvnost: 198 |  |

| Report |

| 4. srpna 2021 19:00 | Slovensko | 4:3 (0:1, 2:1, 2:1) | Švédsko | Easton Aréna, Piešťany Návštěvnost: 500 |  |

| Report |

## Play off

### Pavouk
|  | Semifinále | Semifinále | Semifinále |  |  | Finále      | Finále      | Finále      |
|  |            |            |            |  |  |             |             |             |
|  | 1A         | Rusko      | 7          |  |  |             |             |             |
|  | 2B         | Švédsko    | 5          |  |  |             |             |             |
|  |            |            |            |  |  | 1A          | Rusko       | 7           |
|  |            |            |            |  |  | 2A          | Slovensko   | 2           |
|  | 1B         | Slovensko  | 6          |  |  |             |             |             |
|  | 2A         | Finsko     | 2          |  |  | Třetí místo | Třetí místo | Třetí místo |
|  |            |            |            |  |  | 1B          | Švédsko     | 4           |
|  |            |            |            |  |  | 2B          | Finsko      | 3           |

### Zápasy

#### Semifinále
| 6. srpna 2021 19:00 | Rusko | 7:5 (1:2, 3:1, 3:2) | Švédsko | FOSFA Aréna, Břeclav Návštěvnost: 422 |  |

| Report |

| 6. srpna 2021 19:00 | Slovensko | 6:2 (1:0, 4:0, 1:2) | Finsko | Easton Aréna, Piešťany Návštěvnost: 500 |  |

| Report |

#### O 3. místo
| 7. srpna 2021 17:00 | Švédsko | 4:3 (1:1, 1:2, 2:0) | Finsko | FOSFA Aréna, Břeclav |  |

| Report |

#### Finále
| 7. srpna 2021 17:00 | Rusko | 7:2 (3:0, 2:1, 2:1) | Slovensko | Easton Aréna, Piešťany Návštěvnost: 500 |  |

| Report |

## O umístění

### Zápasy

#### O 5. místo
| 6. srpna 2021 15:30 | Česko | 4:6 (1:1, 1:2, 2:3) | USA | FOSFA Aréna, Břeclav Návštěvnost: 300 |  |

| Report |

#### O 7. místo
| 6. srpna 2021 15:30 | Švýcarsko | 2:3 po s.n. (1:2) (0:0, 2:2, 0:0 - 0:0) | Německo | Easton Aréna, Piešťany Návštěvnost: 125 |  |

| Report |

## Konečné pořadí
| Pořadí           | Tým       |
| ---------------- | --------- |
| Zlatá medaile    | Rusko     |
| Stříbrná medaile | Slovensko |
| Bronzová medaile | Švédsko   |
| 4.               | Finsko    |
| 5.               | USA       |
| 6.               | Česko     |
| 7.               | Německo   |
| 8.               | Švýcarsko |